# Fatima (nome)
Fatima  è un nome proprio di persona italiano femminile.

## Varianti
- Femminili: Fàtina[1][2], Fathima[2]

### Varianti in altre lingue
- Albanese: Fatime[3]
- Arabo: فاطمة (Fatimah, Fatima, Fatma, Fathma, Fadhma, Fatema, Fatuma)[3][4]
- Azero: Fatimə[3], Fatma[3]
- Bengalese: ফাতেমা (Fatema)[3]
- Catalano: Fátima[5][6]
- Curdo: فاتما (Fatma)[3]
- Hausa: Faɗimatu[3]
- Indonesiano: Fatimah[3]
- Maldiviano: ފާތިމަތް (Fathimath)[3]
- Malese: Fatimah[3]
- Malayalam: ഫാത്തിമ (Fathima)[3]
- Persiano: فاطمه (Fatemeh)[7]
- Portoghese: Fátima[6]
- Singalese: ෆාතිමා (Fathima)[3]
- Somalo: Fadumo[3]
- Spagnolo: Fátima[5][6]
- Turco: Fatma[3], Fadime[3]
  - Ipocoristici: Fatoş[3]
- Uiguro: پاتىمە (Patime)[3]
- Urdu: فاطمہ (Fatima)[3]
- Lingue dell'Africa orientale: Fatuma[3]
- Lingue dell'Africa occidentale: Fatimata[3], Fatimatou[3], Fatoumata[3]
  - Ipocoristici: Fatou[3]

## Origine e diffusione

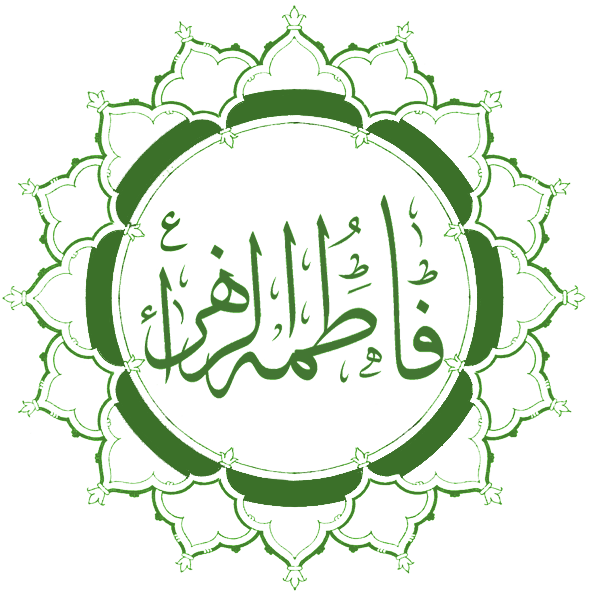
Il nome Fatima in calligrafia araba

Deriva dal nome arabo فاطمة (Fatimah), basato sul verbo fatam ("svezzare"), e vuol dire quindi "colei che svezza [i bambini]"; occasionalmente, il significato viene indicato con "astensione" o "astenersi" o anche con "donzella": si tratta di un nome tipicamente islamico, dato che era portato da Fatima, una figlia di Maometto che andò in sposa al califfo Ali, considerata nella cultura islamica una delle quattro migliori donne al Mondo, degna di entrare in Paradiso.
La diffusione all'esterno del mondo islamico (attestata, di recente, anche in Italia) è dovuta alla devozione verso le apparizioni della Madonna di Fátima, avvenute nell'omonima cittadina del Portogallo; secondo la leggenda, questo luogo deve il suo nome ad una principessa Moresca di nome Fatimah convertitasi al cristianesimo durante la Reconquista.

## Onomastico
L'onomastico si festeggia il 13 maggio, giorno della prima apparizione della Madonna di Fátima.

## Persone

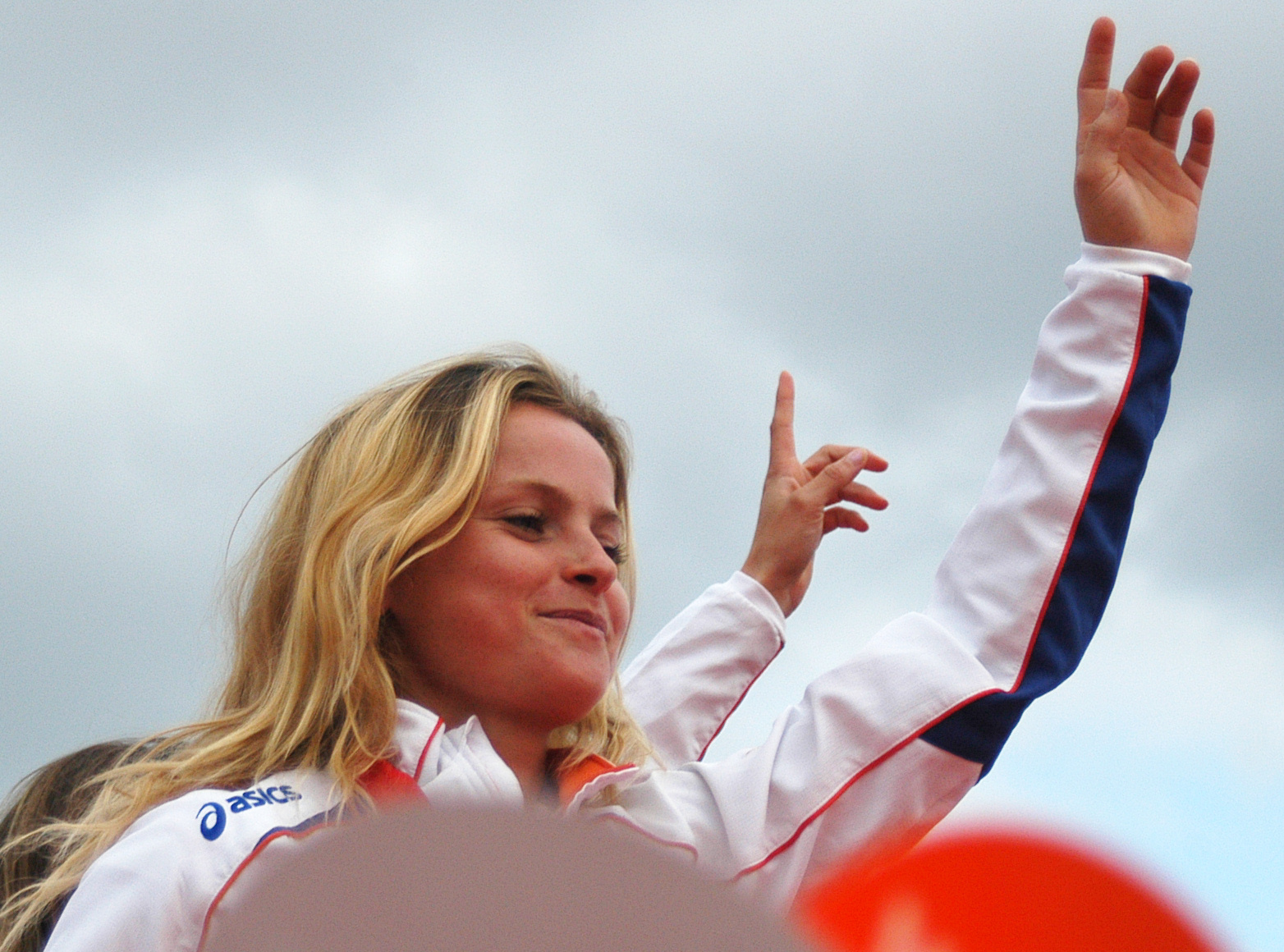
Fatima Moreira de Melo

- Fatima bint Asad, figura della religione islamica
- Fatima bint Muhammad, figlia di Maometto e una delle figure femminili più importanti della storia islamica
- Fatima bint Musa, figlia del settimo imam sciita Musa al-Kazim
- Fatima Ahmed, scrittrice somala naturalizzata italiana
- Fatima Zahra Mansouri, politica e avvocato marocchina
- Fatima Miris, attrice, cantante e trasformista italiana
- Fatima Moreira de Melo, hockeista su prato olandese
- Fatima Robin's, cantante e circense tedesca
- Fatima Robinson, coreografa, ballerina e regista statunitense
- Fatima Tabaâmrante, cantautrice, ballerina e attrice marocchina
- Fatima Trotta, attrice e conduttrice televisiva italiana

### Variante Fatma
- Fatma Ceren Necipoğlu, arpista turca
- Fatma Charfi, artista tunisina
- Fatma Ruffini, autrice televisiva e produttrice discografica italiana
- Fatma Zohra Zamoum, regista algerina

### Altre varianti
- Fadhma Aït Mansour Amrouche, scrittrice algerina
- Fadumo Dayib, politica somala
- Fatoumata Diawara, cantautrice e attrice maliana
- Fatema Mernissi, scrittrice e sociologa marocchina
- Fatemeh Motamed Aria, attrice iraniana
- Fátima Noya, doppiatrice e attrice teatrale brasiliana
- Fadhma n'Soumer, donna simbolo della resistenza algerina al colonialismo francese
- Fatuma Roba, maratoneta etiope
- Fatimah Tuggar, artista nigeriana

## Il nome nelle arti
- Fatima è un personaggio della storia Aladino e la lampada meravigliosa, contenuta all'interno della nota raccolta di fiabe Le mille e una notte.
- Fatima è un personaggio del film del 1998 Iqbal, diretto da Cinzia TH Torrini.
- Fatma è un personaggio del romanzo Sette modi e mezzo per morire, di Umberto Marongiu.
- Fatma è un personaggio del film del 1950 Totò sceicco, diretto da Mario Mattoli.
- Fatma è un personaggio del film del 1954 Fatma, diretto da Francesco De Robertis.
- Fatma è un personaggio del film del 1976 Fatma 75, diretto da Salma Baccar.
- Fatma è un personaggio della serie televisiva Il Puma.
- Fatma Angioj è un personaggio del film del 1963 I cuori infranti, diretto da Gianni Puccini e Vittorio Caprioli.
- Fatima Blush è un personaggio del film del 1983 Mai dire mai, diretto da Irvin Kershner.
- Fatma Calaginda è un personaggio della serie televisiva Butta la luna.
- Fatima Hazim è un personaggio della soap opera Centovetrine.